# Hino (Tokio)
Hino (japonsky 日野市) je město v prefektuře Tokio v Japonsku. K roku 2018 v něm žilo přes 188 tisíc obyvatel.

## Poloha
Hino leží v jihovýchodní části ostrova Honšú. Patří do prefektury Tokio v oblasti Kantó. Od centra Tokia je vzdáleno přibližně čtyřicet kilometrů západně. Severní a severovýchodní hranici města tvoří řeka Tama.

## Dějiny
Hino vzniklo v roce 1963.